# Casque Pioneer
Vous lisez un « bon article » labellisé en 2018.
Le casque Pioneer ou casque de Wollaston est un casque anglo-saxon du VIIe siècle.
Il est découvert en mars 1997 à Wollaston, dans le Northamptonshire. Il se trouve dans un état fragmentaire, avec un côté et l'arrière manquants. Bien qu'il soit peu décoré, il s'agit d'un objet prestigieux, dont le propriétaire était vraisemblablement un guerrier de haut rang.
Son élément le plus notable est la figurine de sanglier qui lui sert de cimier. Dans la culture germanique, cet animal permet d'invoquer la protection divine : des casques ornés de sangliers sont mentionnés à plusieurs reprises dans le poème Beowulf. Le casque Pioneer est l'un des rares objets de ce genre retrouvés par l'archéologie, avec le casque de Benty Grange.
Il est exposé au Royal Armouries Museum de Leeds. Son nom fait référence à l'entreprise Pioneer Aggregates, qui a financé les fouilles et la restauration de l'objet.

## Description

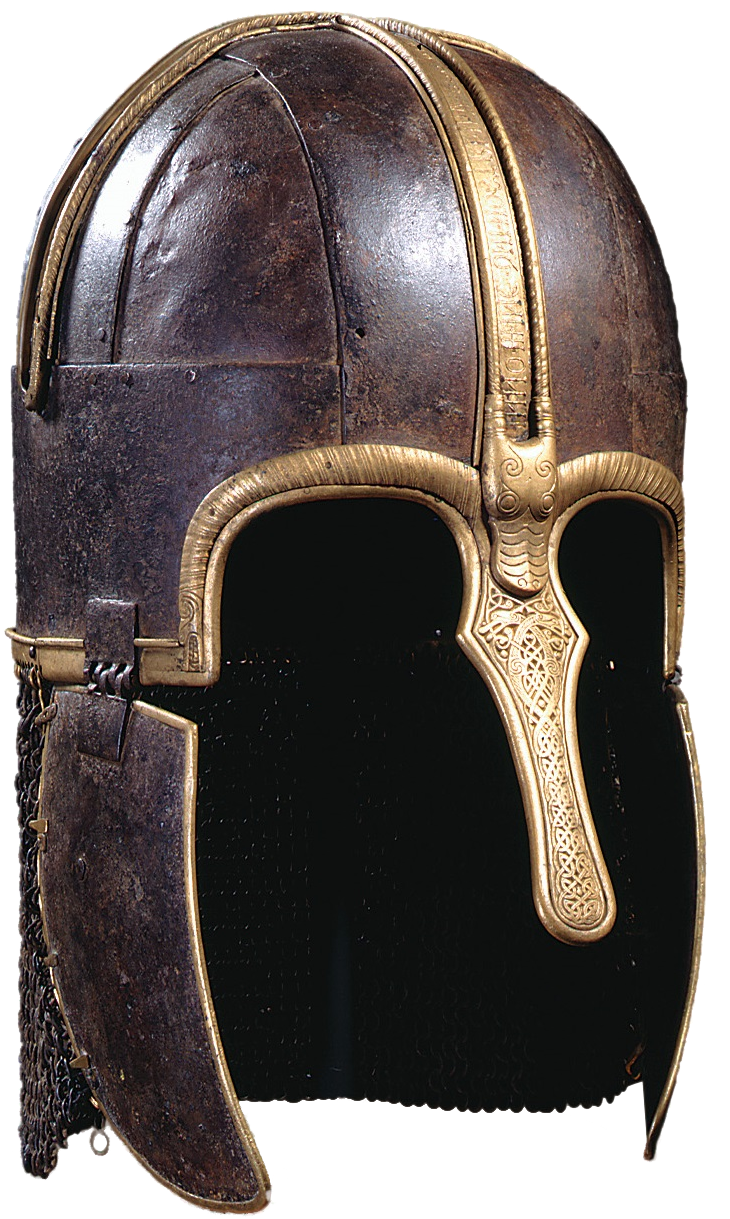
La structure du casque Pioneer est similaire à celle du casque de Coppergate, qui est plus richement décoré.

Le casque Pioneer possède une structure identique au casque de Coppergate, avec deux protège-joues suspendus à une coiffe en fer, mais il s'agit d'un objet purement fonctionnel, avec peu de décorations,. Les dégâts qu'il a subis ne permettent pas de déterminer à quel point il protégeait le cou de son porteur.
La coiffe se compose de douze pièces assemblées à l'aide de rivets. Quatre de ces pièces forment la structure basique : une bande horizontale au niveau du front, une bande verticale reliant l'arête du nez à la nuque, et deux bandes latérales reliant les côtés de la bande horizontale au sommet de la bande verticale. Des découpes sont pratiquées dans les deux premières pièces pour les yeux, avec une bande de métal de 5 mm de large rivetée le long de ces découpes, à des fins d'équilibre ou de décoration. Quatre pièces de forme approximativement triangulaire viennent combler les interstices, et trois bandes étroites en forme de C viennent renforcer la structure d'ensemble, une le long de la bande verticale et deux le long des bandes latérales. Le nasal n'est pas une pièce distincte : il est formé par le prolongement de la bande verticale.
Une figurine de sanglier est fixée au sommet de la bande en forme de C qui renforce la bande verticale, tout en haut du casque. Elle est faite d'un morceau de fer d'un seul tenant, recourbé à l'arrière pour former les pattes arrière de l'animal et fendu à l'avant pour distinguer les pattes avant de la tête. Sa décoration se limite à des détails : la forme vaguement triangulaire du groin, l'arrière de l'animal un peu aplati et de minces rainures pour suggérer les pattes avant,.
Des deux protège-joues fixés sous la coiffe, celui de droite a été endommagé par les labours et ne subsiste qu'à l'état de fragments mineurs. Celui de gauche, qui est intact, mesure 110 mm de long et 86 mm de large au sommet. Il est recourbé vers l'intérieur horizontalement et verticalement, hormis au niveau du haut du bord arrière, qui est recourbé vers l'extérieur, soit à dessein pour améliorer l'articulation avec la coiffe, soit par usure. L'attache reliant protège-joue et coiffe se compose de deux bandes de métal pliées en deux, attachées par un rivet et reliées par une boucle de fil de fer. Un rivet est également fixé au milieu du protège-joue, vraisemblablement afin d'y attacher des bandes de cuir pour resserrer plus étroitement les protège-joues,.
L'arrière du col du casque a presque entièrement disparu, mais ce qui subsiste semble être percé de deux trous. Ces derniers servaient peut-être à attacher une protection pour la nuque, à l'image du camail du casque de Coppergate. Plusieurs barres de fer ont été retrouvées à proximité du casque : elles servaient peut-être de renforcements pour une protection en cuir ou autre matériau organique, mais ce serait le seul exemple connu d'une telle protection. Il est plus vraisemblable que les barres aient servi à renforcer une ceinture,.

## Découverte
Le casque est découvert en mars 1997 à Wollaston, un village du Northamptonshire, dans le centre de l'Angleterre. Des fouilles préventives s'y déroulent alors depuis plusieurs années, financées par des entreprises de production de granulat qui comptent exploiter ensuite le site comme source de gravier. Les traces d'occupation du site remontent principalement à l'âge du fer et l'époque romaine, mais les recherches au détecteur de métaux finissent par permettre la découverte d'un bol en alliage de cuivre avec une monture en millefiori, objets placés dans ce qui s'avère être une tombe,.
La tombe, excavée par l'archéologue Ian Meadows, est de forme ovoïde. Elle mesure 2,8 m de long sur 1,3 m de large et pourrait avoir constitué à l'origine un tumulus, mais elle n'était plus située qu'à 15 cm sous le niveau du sol au moment de sa découverte à cause des labours répétés,. Plusieurs des objets retrouvés dans la tombe ont été endommagés par le passage des charrues, et certains pourraient même avoir été complètement détruits. La tombe a néanmoins livré trois boucles en fer, un petit couteau du même métal, un crochet en alliage de cuivre et une série de morceaux de métal d'usage inconnu, ainsi qu'une épée à la lame ouvragée qui suggère que le défunt était de haut rang. À en juger par les fragments d'os retrouvés dans la tombe, il s'agissait d'un homme âgé de dix-sept à vingt-cinq ans, allongé sur le dos, la tête posée sur un coussin et les genoux légèrement surélevés,,.
Le casque se trouvait au niveau de la hanche gauche du défunt, posé du côté gauche ; les labours ont presque entièrement détruit le côté droit. Le nasal est également endommagé, étant brisé et replié vers l'intérieur, mais il semble s'agir d'une destruction délibérée ayant pris place au moment de l'inhumation de l'objet. La moitié intacte est d'abord identifiée comme un seau. Sa véritable nature n'est révélée qu'après un examen aux rayons X au Newarke Houses Museum (en) de Leicester,.
L'autre moitié du casque est réduite en plus de 100 fragments, dont certains se sont déposés dans l'autre moitié,. Ces fragments sont recollés à l'aide d'un adhésif à base de nitrocellulose, puis de nouveaux examens (rayons X et tomodensitométrie) prennent place à l'hôpital général de Leicester. Des échantillons organiques sont prélevés, principalement du tissu et du cuir qui couvraient peut-être l'intérieur du casque, mais aussi des plumes qui se trouvaient peut-être sur la coiffe,. Après un premier nettoyage, le casque est reconstitué en sept morceaux et nettoyé une nouvelle fois avant d'être reconstitué en un seul morceau,. Les trous dans la moitié endommagée sont comblés et peints avant la dernière touche : la fixation du sanglier au sommet de la coiffe à l'aide d'époxy,.
Le casque est présenté au public le 23 décembre 1997. Il reçoit le nom de « casque Pioneer » en référence à Pioneer Aggregates UK Ltd, l'entreprise de production de granulat (rachetée depuis par Hanson (en)) qui a contribué par plus de 400 000 £ aux fouilles dans la région et qui a également financé la reconstitution du casque. Il est exposé au New Walk Museum de Leicester jusqu'en mars 1998 avant d'être exposé au Royal Armouries Museum de Leeds. Ayant été découvert sur un terrain privé appartenant à Peter Gammidge et John Minney, il reste la propriété de Gammidge et de la famille de Minney, décédé depuis,.

## Typologie

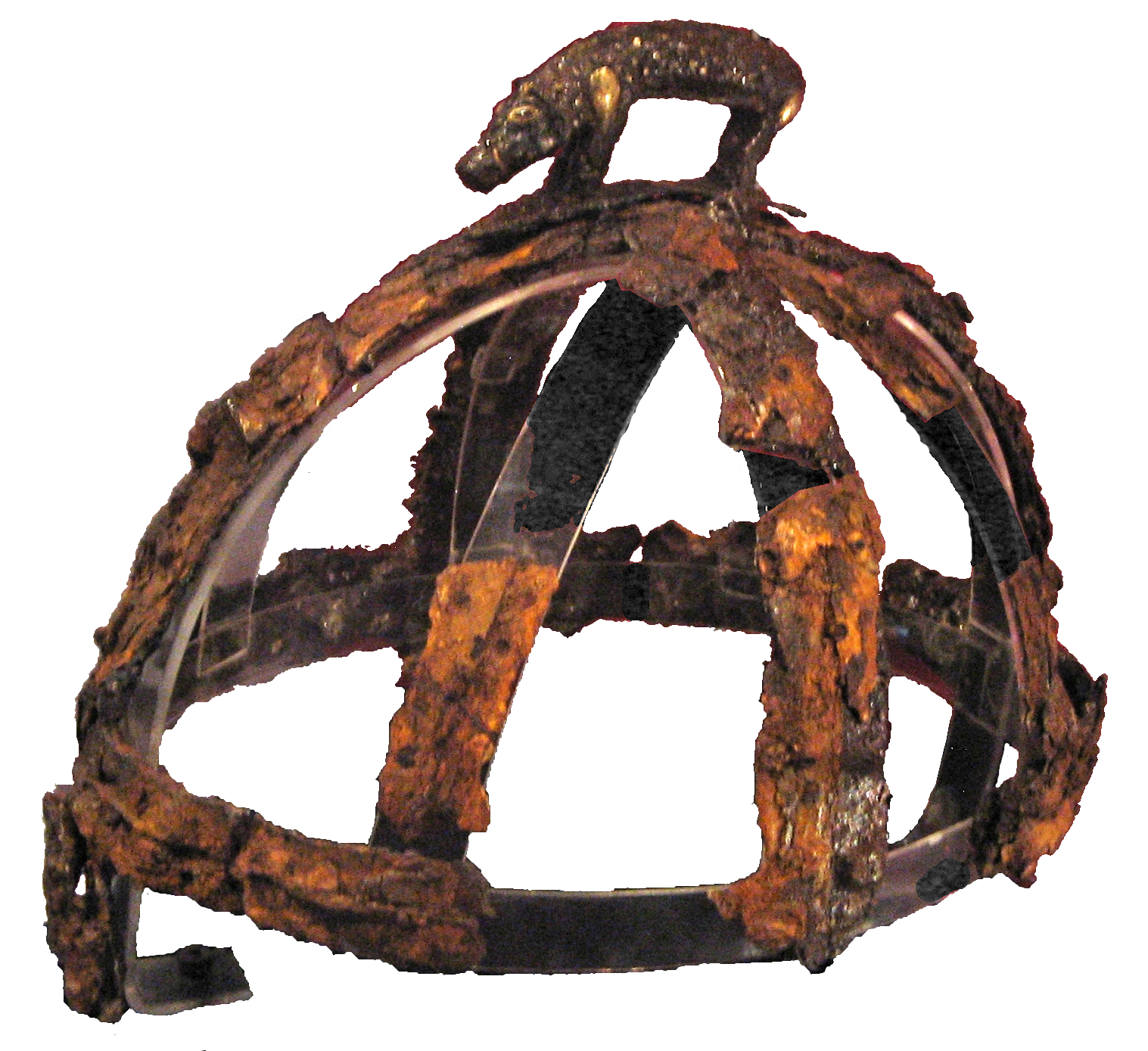
Le casque de Benty Grange.

Le casque ne peut être daté que de manière indirecte, grâce aux boucles de ceinture retrouvées dans la tombe. Elles sont d'un style courant dans la deuxième moitié du VIIe siècle, vers 675, ce qui fournit un terminus post quem pour la sépulture, mais pas nécessairement pour la confection du casque ou son inhumation.
Le casque Pioneer est l'un des six casques anglo-saxons connus, avec ceux de Benty Grange (lui aussi coiffé d'une figurine de sanglier en guise de cimier), de Sutton Hoo, de Coppergate, de Shorwell et du Staffordshire. Tous ces casques, à l'exception de celui de Shorwell, d'inspiration franque, sont classés parmi les « casques à crête » fabriqués dans l'Europe du Nord du VIe au XIe siècle. Ils se caractérisent par une coiffe circulaire et une crête du nez à la nuque proéminente. À l'exception d'un fragment retrouvé à Kiev, tous ces casques proviennent d'Angleterre ou de Scandinavie et se distinguent des casques continentaux de la même époque, qu'il s'agisse de spangenhelms ou de lamellenhelms,,.

## Iconographie
Le sanglier est investi d'une symbolique importante dans plusieurs cultures européennes. Chez les Anglo-Saxons, elle reflète vraisemblablement une fusion d'influences nordiques et méditerranéennes. Cet animal figure sur des artéfacts scandinaves, comme le chaudron de Gundestrup (Danemark, Ier siècle) ou les plaques de Torslunda (Suède, VIe siècle), mais il sert également d'emblème à plusieurs légions romaines, dont la Legio XX Valeria Victrix, stationnée en Grande-Bretagne du Ier au IIIe siècle. Son association avec les dieux scandinaves Freyja et Freyr suggère néanmoins que le sanglier qui coiffe le casque Pioneer témoigne de l'introduction en Angleterre d'une tradition germanique plutôt que de la continuité d'une tradition pré-romaine. Quoi qu'il en soit, le sanglier représente apparemment pour les Anglo-Saxons un emblème protecteur. Le poème épique Beowulf mentionne à plusieurs reprises des casques décorés à l'effigie de cet animal,.

Quelques représentations iconographiques antiques du sanglier
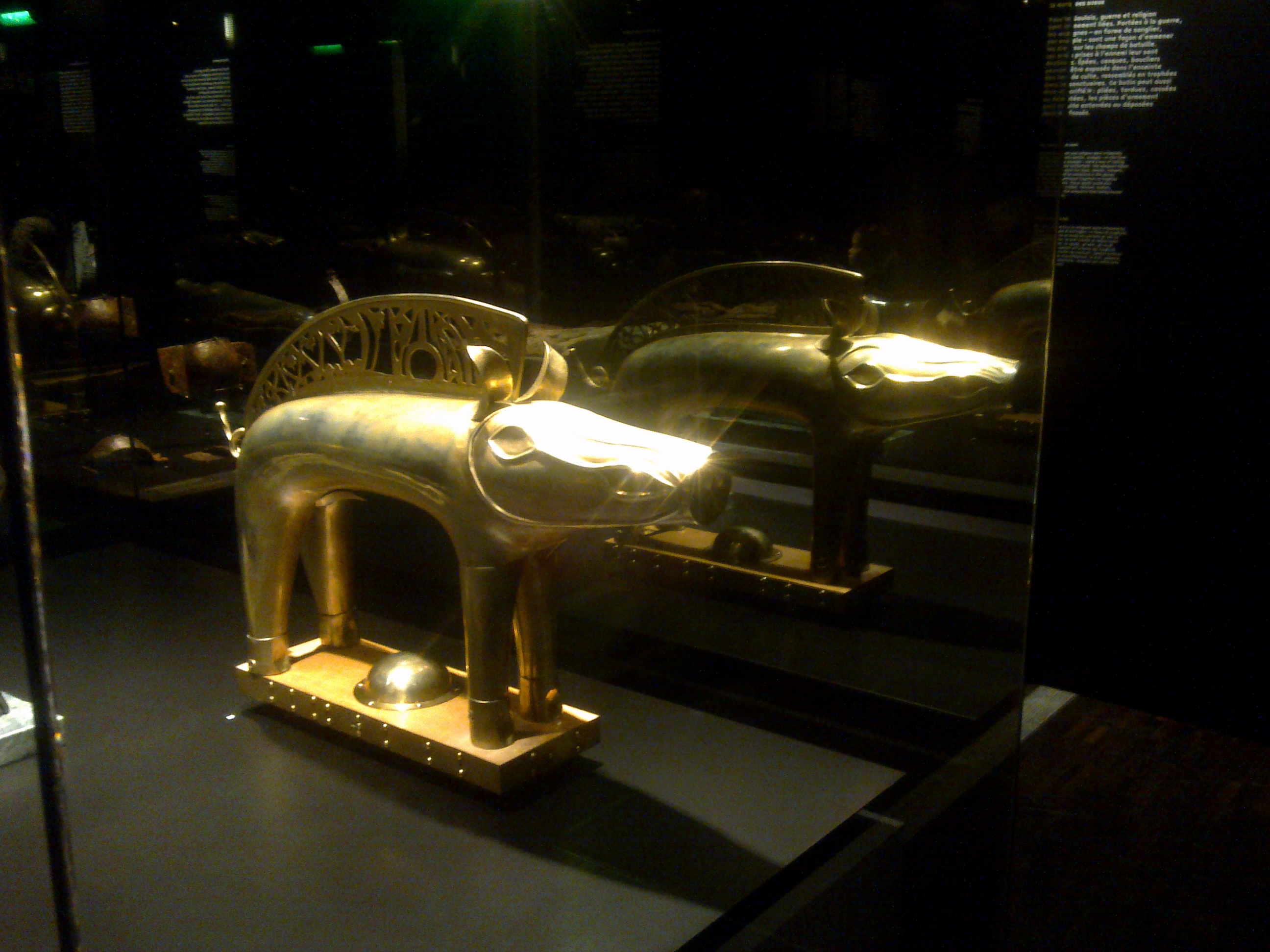
Sanglier-enseigne gaulois de Soulac-sur-Mer (Ier siècle av. J.-C.).
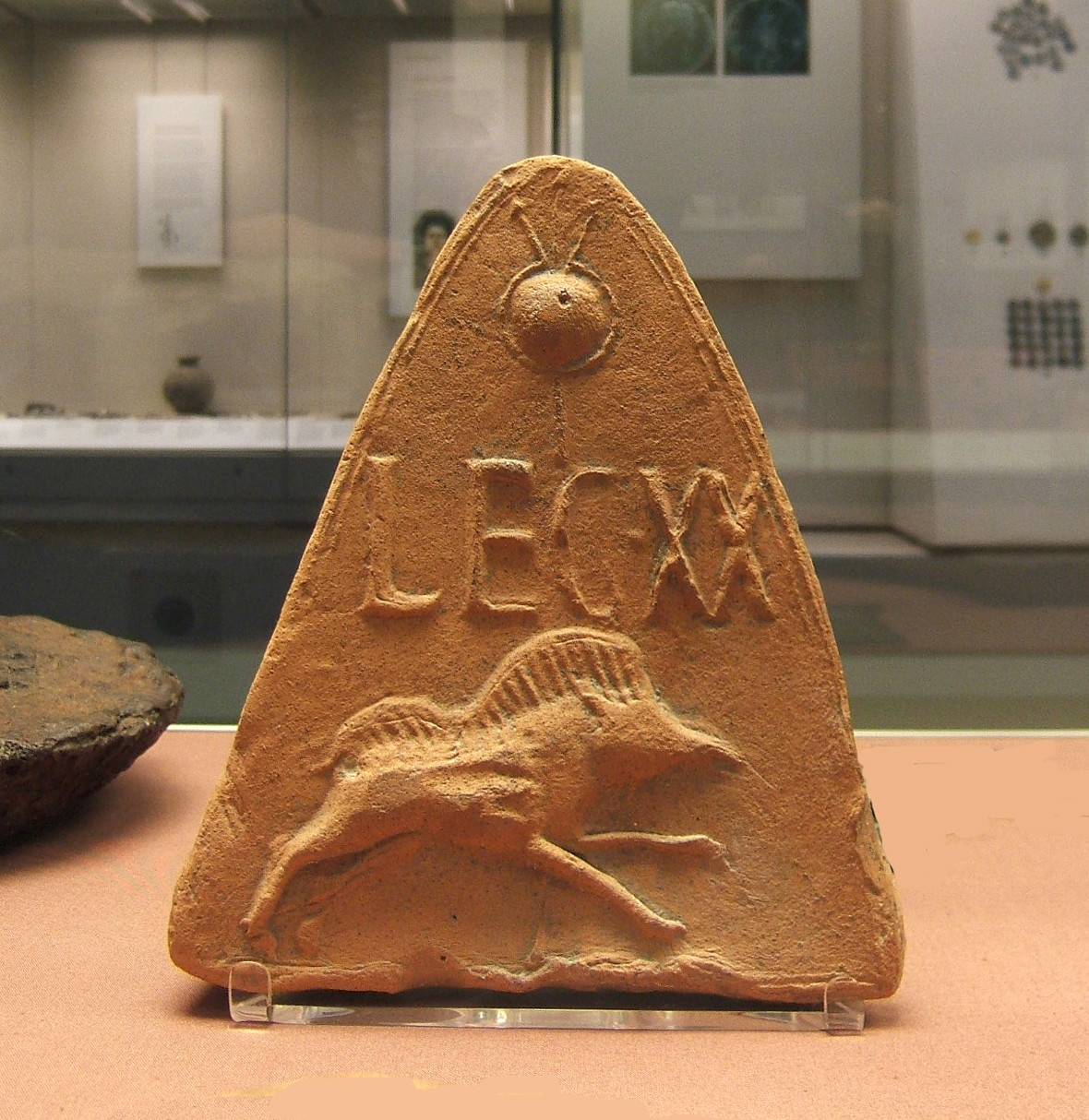
Une tuile représentant l'emblème de la Legio XX Valeria Victrix (IIe ou IIIe siècle).
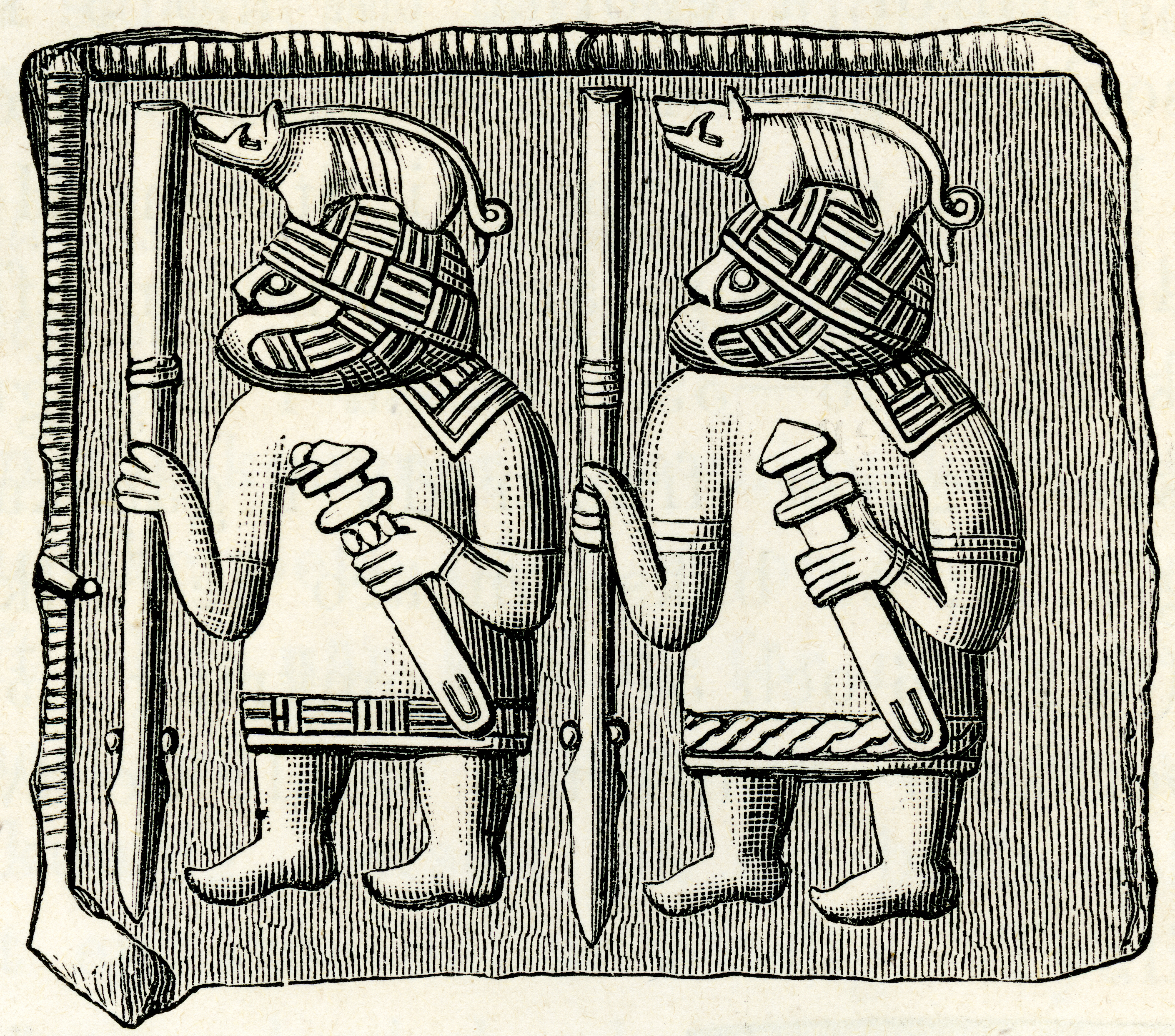
L'une des plaques de Torslunda (VIe siècle).